# بابلو نصار
بابلو نصار (بالإسبانية: Pablo Nassar)‏ هو مدرب كرة قدم ولاعب كرة قدم كوستاريكي في مركز الدفاع، ولد في 28 يناير 1977 في ألاخويلا في كوستاريكا. شارك مع منتخب كوستاريكا تحت 20 سنة لكرة القدم. أما مع النوادي، فقد لعب مع نادي جامعة كوستاريكا ‏.

## وصلات خارجية
- بابلو نصار على موقع الاتحاد الدولي (مؤرشف)  (الإنجليزية)
- بابلو نصار على موقع قاعدة بيانات كرة القدم.إي يو (الإنجليزية)